# Sundance Film Festival 2004
La 20ª edizione del Sundance Film Festival si è svolta a Park City (Utah), dal 15 al 25 gennaio 2004. La sezione American Showcase è stata eliminata a due anni dall'introduzione e accorpata a quella delle anteprime fuori concorso. Il film d'apertura è stato Riding Giants di Stacy Peralta, il primo documentario a inaugurare un'edizione del Sundance. L'edizione ha visto proiettati 137 lungometraggi (di cui 91 di finzione e 66 documentari) e 88 cortometraggi, di cui 16 film nella principale sezione competitiva, Dramatic. Sono stati registrati tra i 38 000 e 40 000 spettatori paganti. Alla cerimonia di premiazione, presentata dagli attori Zooey Deschanel e Jake Gyllenhaal, Primer di Shane Carruth ha vinto il Gran premio della giuria: Dramatic, mentre Dig! di Ondi Timoner il Gran premio della giuria: Documentary.

## Programma
Il programma dell'edizione è stato annunciato il 2 e 3 dicembre 2003 (lungometraggi) e il 10 dicembre 2003 (cortometraggi), più alcune aggiunte il 13 dicembre 2003; i seguenti film sono stati presentati nelle seguenti sezioni:

### Concorso:Dramatic
- Adolescenza inquieta (Book of Love), regia di Alan Brown
- The Best Thief in the World, regia di Jacob Kornbluth
- Brother to Brother, regia di Rodney Evans
- Chrystal, regia di Ray McKinnon
- Down to the Bone, regia di Debra Granik
- Easy, regia di Jane Weinstock
- Evergreen, regia di Enid Zentelis
- I giochi dei grandi (We Don't Live Here Anymore), regia di John Curran
- Harry + Max, regia di Christopher Münch
- Maria Full of Grace, regia di Joshua Marston
- La mia vita a Garden State (Garden State), regia di Zach Braff
- Napoleon Dynamite, regia di Jared Hess
- November, regia di Greg Harrison
- One Point 0, regia di Jeff Renfroe e Marteinn Thorsson
- Primer, regia di Shane Carruth
- The Woodsman - Il segreto (The Woodsman), regia di Nicole Kassell

### Concorso:Documentary
- A Place of Our Own, regia di Stanley Nelson
- Born Into Brothels, regia di Ross Kauffman e Zana Briski
- Chisholm '72: Unbought & Unbossed, regia di Shola Lynch
- Dig!, regia di Ondi Timoner
- Deadline, regia di Katy Chevigny e Kirsten Johnson
- Farmingville, regia di Carlos Sandoval e Catherine Tambini
- The Fight, regia di Barak Goodman
- Guerrilla: The Taking of Patty Hearst, regia di Robert Stone
- Heir to an Execution, regia di Ivy Meeropol
- Home of the Brave, regia di Paola Di Florio
- I Like Killing Flies, regia di Matt Mahurin
- Imelda, regia di Ramona Diaz
- In the Realms of the Unreal, regia di Jessica Yu
- Persons of Interest, regia di Alison Maclean e Tobias Perse
- Super Size Me, regia di Morgan Spurlock
- Word Wars, regia di Eric Chaikin e Julian Petrillo

### World Cinema
- 15, regia di Royston Tan
- Acque silenziose (Khāmoś pāṇī), regia di Sabiha Sumar
- ha-Asonot shel Nina, regia di Savi Gabizon
- L'Autre, regia di Benoît Mariage
- Ballo a tre passi, regia di Salvatore Mereu
- Carandiru, regia di Héctor Babenco
- Doble juego, regia di Alberto Durant - anteprima mondiale[4]
- Donau, Duna, Dunaj, Dunav, Dunarea, regia di Goran Rebić
- Good Bye, Lenin!, regia di Wolfgang Becker
- La grande seduzione (La Grande Séduction), regia di Jean-François Pouliot
- I'll Sleep When I'm Dead, regia di Mike Hodges
- Le Jardin de papa, regia di Zéka Laplaine - anteprima mondiale[4]
- Khāmuši-ye daryā, regia di Vahid Mousaian
- Kounandi, regia di Apolline Traoré
- Last Life in the Universe (Rueangrak noinit mahasan), regia di Penek Rattanarueang
- Mil nubes de paz cercan el cielo, amor, jamás acabarás de ser amor, regia di Julián Hernández
- La moglie dell'avvocato (Baramnan kajok), regia di Im Sang-soo
- Mon idole, regia di Guillaume Canet
- Perfecto amor equivocado, regia di Gerardo Chijona
- Primavera, estate, autunno, inverno... e ancora primavera (Bom yeoreum gaeul gyeoul geurigo bom), regia di Kim Ki-duk
- The Principles of Lust, regia di Penny Woolcock
- Ricordati di me, regia di Gabriele Muccino
- Il ritorno (Vozvraščenie), regia di Andrej Zvjagincev
- Seven Times Lucky, regia di Gary B Yates - anteprima mondiale[4]
- A Silent Love, regia di Federico Hidalgo - anteprima mondiale[4]
- Stander - Poliziotto scomodo (Stander), regia di Bronwen Hughes
- Ti do i miei occhi (Te doy mis ojos), regia di Icíar Bollaín
- What Sebastian Dreamt, regia di Rodrigo Rey Rosa - anteprima mondiale[4]

### World Documentary
- The Big Durian, regia di Amir Muhammad
- The Corporation, regia di Mark Achbar e Jennifer Abbott
- Enquête sur le monde invisible, regia di Jean-Michel Roux
- Gan, regia di Adi Barash e Ruthie Shatz
- Huutajat, regia di Mika Ronkainen
- Journeyings and Conversations, regia di Arvind Sinha
- Nedoverie, regia di Andrej Nekrasov
- La pelota vasca, la piel contra la piedra, regia di Julio Medem
- Songhwan, regia di Kim Dong-won

### Anteprime
- Angeli d'acciaio (Iron Jawed Angels), regia di Katja von Garnier
- Baadasssss!, regia di Mario Van Peebles
- Bright Young Things, regia di Stephen Fry
- The Butterfly Effect, regia di Eric Bress e J. Mackye Gruber
- La canzone più triste del mondo (The Saddest Music in the World), regia di Guy Maddin
- D.E.B.S. - Spie in minigonna (D.E.B.S.), regia di Angela Robinson
- I diari della motocicletta (Diarios de motocicleta), regia di Walter Salles
- The Dreamers - I sognatori (The Dreamers), regia di Bernardo Bertolucci
- Edge of America, regia di Chris Eyre
- Eulogy, regia di Michael Clancy
- L'impiegato del mese (Employee of the Month), regia di Mitch Rouse
- In ostaggio (The Clearing), regia di Pieter Jan Brugge
- Marie e Bruce - Finché divorzio non vi separi (Marie & Bruce), regia di Tom Cairns
- Never Die Alone, regia di Ernest Dickerson
- Redemption: The Stan Tookie Williams Story, regia di Vondie Curtis-Hall
- Riding Giants, regia di Stacy Peralta - film d'apertura
- Scandalo a Londra (Touch of Pink), regia di Ian Iqbal Rashid
- Saved!, regia di Brian Dannelly
- Tiptoes, regia di Matthew Bright
- Trauma, regia di Marc Evans
- L'uomo senza sonno (The Machinist), regia di Brad Anderson
- Was nützt die Liebe in Gedanken, regia di Achim von Borries
- Wonderful Days, regia di Kim Moon-saeng
- Zatōichi, regia di Takeshi Kitano

### Proiezioni speciali
- Le cinque variazioni (De fem benspænd), regia di Lars von Trier e Jørgen Leth
- Citizen King, regia di Orlando Bagwell e Nolan Walker
- Dogville, regia di Lars von Trier
- Home, regia di Omelga Mthiyane
- The Hunting of a President, regia di Harry Thomason e Nick Perry
- Los Angeles Plays Itself, regia di Thom Andersen
- The Meaning of the Buffalo, regia di Karin Slater
- In the Company of Women, regia di Lesli Klainberg e Gini Reticker
- Proteus, regia di David Lebrun
- V-Day: Until the Violence Stops, regia di Abby Epstein
- The Yes Men, regia di Chris Smith, Dan Ollman e Sarah Price

### Proiezioni di mezzanotte
- Alta tensione (Haute Tension), regia di Alexandre Aja
- Azumi, regia di Ryūhei Kitamura
- Grand Theft Parsons, regia di David Caffrey
- Home of Phobia, regia di Ryan Shiraki
- Overnight, regia di Mark Brian Smith
- The Park, regia di Andrew Lau
- The Raspberry Reich, regia di Bruce LaBruce
- Saw - L'enigmista (Saw), regia di James Wan

### Frontier

#### Lungometraggi
- Below the Belt, regia di Robert M. Young
- Bùjiàn, regia di Lee Kang-sheng
- Loma Lynda, regia di Jason Bognacki
- Tarnation, regia di Jonathan Caouette
- War, regia di Jake Mahaffy

#### Cortometraggi
- Careless Reef, regia di Gerard Holthuis
- The Cold Ones, regia di Aaron Platt
- Fast Film, regia di Virgil Widrich
- Light Is Calling, regia di Bill Morrison
- N-Judah 5:30, regia di Sam Green
- Out of the Ether, regia di Kerry Laitala
- Papillon d'amour, regia di Nicolas Provost
- Pictures From Dorothy, regia di Kevin Jerome Everson
- Song of the Firefly, regia di Izabella Pruska-Oldenhof
- Thunder Perfect Mind, regia di Micaela O'Herlihy

### Native Forum

#### Lungometraggi
- The Land Has Eyes, regia di Vilsoni Hereniko
- Ngatahi - Know The Links, regia di Dean Hapeta
- Our Nationhood, regia di Alanis Obomsawin

#### Cortometraggi
- 49?, regia di Sherman Alexie
- Flat, regia di Beck Cole
- If the Weather Permits, regia di Elisapie Isaac
- In Shadow, regia di Shirley Cheechoo
- Memory, regia di Cedar Sherbert
- Might of the Starchaser, regia di Joseph Lazare
- Prayer For a Good Day, regia di Zoe Leigh Hopkins
- The Shirt, regia di Shelley Niro
- Shush, regia di Blackhorse Lowe
- Spin, regia di Danis Goulet
- Tiga e le iloa, regia di Popo Malufaitoaga
- Turn Around, regia di Samantha Saunders
- Two Cars, One Night, regia di Taika Cohen

### Sundance Collection
- Sweet Sweetback's Baadasssss Song, regia di Melvin Van Peebles (1971)
- Repo Man - Il recuperatore (Repo Man), regia di Alex Cox (1984)

### Concorso: Cortometraggi
- 99 Scents, regia di Keir Serrie
- 100 Lovers Of Jesus Reynolds, regia di Ilya Chaiken
- Amenaza: Dr. Veneno, regia di José Rubén Escalante Méndez
- American Nutria, regia di Matt McCormick
- Are You Feeling Lonely?, regia di Rosario García-Montero
- Bathtime in Clerkenwell, regia di Alex Budovsky
- Bobbycrush, regia di Cam Archer
- Calicot, regia di V. Sarah Gurevick
- Cheap Ludes, regia di Jeroen Mol e John Doornik
- Curtis, regia di Jacob Akira Okada
- David Mamet's Gilded Stones, regia di James Dodson
- Destino, regia di Dominique Monfery
- The Dock, regia di Nina Martinek
- Drop, regia di Robert Mowen
- Dysenchanted, regia di Terri Edda Miller
- Exit 8a, regia di Margaret Harris
- Flying, regia di Hirofumi Nagaike
- Foo-Foo Dust, regia di Gina Levy ed Eric Johnson
- Gowanus, Brooklyn, regia di Ryan Fleck
- Grasshopper, regia di Bob Sabiston
- Harvie Krumpet, regia di Adam Elliot
- Hike Hike Hike, regia di Anouck Iyer
- Hummer, regia di Guinevere Turner
- I'm Bobby, regia di Xav Leplae
- Infidelity (in equal parts), regia di Jacques Thelemaque
- Iron Mountain, regia di Jong Lim Ro
- It's Okay to Drink Whiskey, regia di Paul Williams
- Just a Clown, regia di Andrew Jarecki
- Krug, regia di Bryan Buckley
- Krumped, regia di David LaChapelle
- La historia de todos, regia di Blanca Aguerra
- Little Black Boot, regia di Colette Burson
- Lsd A Go Go, regia di Scott Calonico
- The M-Word, regia di Rocky Morton
- Meridian Days, regia di Trevor Fife
- Mt. Head, regia di Kōji Yamamura
- Nibbles, regia di Chris Hinton
- Nobody's Perfect, regia di Hank Azaria
- Oedipus, regia di Jason Wishnow
- One Flight Stand, regia di Saladin K. Patterson
- Patgen, regia di Heidi Maria Faisst
- Payday, regia di Natacha Feola
- Petite Lumière, regia di Alain Gomis
- Phase 5, regia di Solomon Burbridge
- Pretty Dead Girl, regia di Shawn Ku
- El profundo silencio, regia di Gustavo Loza
- Sangam, regia di Prashant Bhargava
- The School, regia di Jonathan Hayes
- Scrabble, regia di Jay Duplass e Mark Duplass
- Short Hymn_Silent War, regia di Charles Officer
- A Short Journey, regia di Tanon Sattarujawong
- Slowly Silently, regia di Jinoh Park
- Something In Between, regia di Zackary Adler
- Spokane, regia di Larry Kennar
- Talking With Angels, regia di Yousaf Ali Khan
- Teratoma, regia di Rupert Glasson
- That Day, regia di Matthew Thomas
- A Thousand Words, regia di Melba L. Williams
- Tomo, regia di Paul Catling
- Twins, regia di Martin Bell
- The Vest, regia di Paul Gutrecht
- Water, regia di Chris Graham
- Welcome to Life, regia di Jowan Carbin
- When the Storm Came, regia di Shilpi Gupta
- A Woman Reported, regia di Chris J. Russo

## Giurie
Le seguenti persone hanno costituito le giurie delle seguenti sezioni competitive del festival:

### Dramatic
- Lisa Cholodenko, regista
- Frederick Elmes, direttore della fotografia
- Danny Glover, attore
- Maggie Gyllenhaal, attrice
- Ted Hope, produttore cinematografico

### Documentary
- Rory Kennedy, documentarista
- Mary Ellen Mark, fotografa
- Robb Moss, documentarista
- Robert Sheppard
- Chris Smith, documentarista

### Cortometraggi
- Effie T. Brown, produttrice cinematografica
- Spencer Parsons, regista
- Peter Sollett, regista

### Premio della libertà d'espressione
- Molly Haskell, critica cinematografica
- Jorgen Leth, regista
- Siven Maslamoney, direttore della rete SABC 1

### Premio Alfred P. Sloan
- Ann Druyan, produttrice televisiva
- Mark Decena, regista vincitore della precedente edizione
- Marvin Minsky, matematico, informatico, inventore e ricercatore specializzato nel campo dell'IA
- John Underkoffler, CEO di Oblong

## Premi
Le giurie hanno assegnato i seguenti premi:

### Dramatic
- Gran premio della giuria: Primer, regia di Shane Carruth
- Miglior regia: Debra Granik per Down to the Bone
- Premio Waldo Salt per la miglior sceneggiatura: Larry Gross per I giochi dei grandi (We Don't Live Here Anymore)
- Miglior fotografia: Nancy Schreiber per November
- Premio speciale della giuria per la miglior interpretazione: Vera Farmiga per Down to the Bone
- Premio speciale della giuria: Brother to Brother, regia di Rodney Evans

### Documentary
- Gran premio della giuria: Dig!, regia di Ondi Timoner
- Miglior regia: Morgan Spurlock per Super Size Me
- Miglior fotografia: Ferne Pearlstein per Imelda
- Premio speciale della giuria: Farmingville, regia di Carlos Sandoval e Catherine Tambini
- Premio per la libertà d'espressione: Songhwan, regia di Kim Dong-won

### Cortometraggi
- Premio della giuria:
  - Gowanus, Brooklyn, regia di Ryan Fleck
  - When the Storm Came, regia di Shilpi Gupta
- Premio della giuria internazionale: Tomo, regia di Paul Catling
- Menzioni speciali:
  - Curtis, regia di Jacob Akira Okada
  - Harvie Krumpet, regia di Adam Elliot
  - Krumped, regia di David LaChapelle
  - Papillon d'amour, regia di Nicholas Provost
  - Spokane, regia di Larry Kennar

### Altri
- Premio del pubblico: Dramatic · Maria Full of Grace, regia di Joshua Marston
- Premio del pubblico: Documentary · Born Into Brothels, regia di Ross Kauffman e Zana Briski
- Premio del pubblico: World Cinema · La grande seduzione (La Grande Séduction), regia di Jean-François Pouliot
- Premio del pubblico: World Documentary · The Corporation, regia di Mark Achbar e Jennifer Abbott
- Premio Alfred P. Sloan: Primer, regia di Shane Carruth